# Сульпіцій Флав
Сульпіцій Флав (лат. Sulpicius Flavus) — давньоримський історик, що жив у першій половині І ст. і належав до патриціанського роду Сульпіціїв.
Про самого історика майже нічого не відомо, навіть його особисте ім'я (преномен), адже Сульпіцій — це номен, а Флав — когномен (відповідно, назва роду і сімейне прізвище).
Відомий тим, що був наставником майбутнього імператора Клавдія і допомагав йому з роботою над працями «Історія громадянських воєн», «Римська історія», «Карфагенська історія». На жаль, жодна з цих праць не збереглася і все враження про них можна скласти лише за невеликими цитатами, що зустрічаються у Плінія Старшого в його «Природничій історії».